# Giorgi Revazišvili
Giorgi Revazišvili (* 16. listopadu 1974 Sagaredžo, Sovětský svaz) je bývalý gruzínský zápasník–judista.

## Sportovní kariéra
V gruzínské reprezentaci se pohyboval od roku 1993. S kolegou z reprezentace Giorgi Vazagašvilim tvořil ojedinělou dvojici. Během své sportovní startoval ve třech různých váhových kategoriích, kdy se do každé průběžně vracel. V roce 1996 startoval jako úřadující mistr Evropy na olympijských hrách v Atlantě v pololehké váze do 65 kg. Ve druhém kole se v úvodu nechal strhnout Belgičanem Philipem Laatsem na ippon technikou tomoe-nage a obsadil sedmé místo. V roce 2000 startoval na olympijských hrách v Sydney v lehké váze do 73 kg a vypadl hned v úvodním kole s Andrejem Šturbabinem z Uzbekistánu.
Sportovní kariéru ukončil v roce 2004. Věnuje se různým podnikatelským činnostem. V roce 2005 gruzínskými médii probleskla zpráva o jeho zatčení za vybírání výpalného. Svému synovi Ivanemu zařídil doklady pro start za řeckou judistickou reprezentaci pod jménem Roman Mustopulos.

## Výsledky
| Turnaj             | 1993                                | 1994                                | 1995                                | 1996                                | 1997                                | 1998                                | 1999                                | 2000                                | 2001                                | 2002                                |
| Turnaj             | 19                                  | 20                                  | 21                                  | 22                                  | 23                                  | 24                                  | 25                                  | 26                                  | 27                                  | 28                                  |
| Turnaj             | superlehká / pololehká / lehká váha | superlehká / pololehká / lehká váha | superlehká / pololehká / lehká váha | superlehká / pololehká / lehká váha | superlehká / pololehká / lehká váha | superlehká / pololehká / lehká váha | superlehká / pololehká / lehká váha | superlehká / pololehká / lehká váha | superlehká / pololehká / lehká váha | superlehká / pololehká / lehká váha |
| ------------------ | ----------------------------------- | ----------------------------------- | ----------------------------------- | ----------------------------------- | ----------------------------------- | ----------------------------------- | ----------------------------------- | ----------------------------------- | ----------------------------------- | ----------------------------------- |
| Olympijské hry     |                                     |                                     |                                     | 7.                                  |                                     |                                     |                                     | úč.                                 |                                     |                                     |
| Mistrovství světa  | úč.                                 |                                     | úč.                                 |                                     | 2.                                  |                                     | 3.                                  |                                     | úč.                                 |                                     |
| Mistrovství Evropy | —                                   | 3.                                  | úč.                                 | 1.                                  | 2.                                  | 3.                                  | 5.                                  | 3.                                  | úč.                                 | 5.                                  |
| MS juniorů         |                                     | 1.                                  |                                     |                                     |                                     |                                     |                                     |                                     |                                     |                                     |
| ME juniorů         | —                                   | —                                   |                                     |                                     |                                     |                                     |                                     |                                     |                                     |                                     |